# Alexander von Wussow
Friedrich Carl Philipp Alexander von Wussow (* 22. Januar 1820 in Berlin; † 30. Mai 1889 in Bad Wittekind) war ein preußischer Verwaltungsjurist und 1857/64 Landrat im Kreis Heiligenstadt.

## Leben

### Herkunft
Alexander war der Sohn des preußischen Generals der Infanterie Philipp von Wussow (1792–1870) und dessen ersten Ehefrau Auguste, geborene Düring. Der Generalleutnant Botho von Wussow (1828–1891) war sein Stiefbruder.

### Werdegang
Wussow studierte von 1838 bis 1841 Recht- und Kameralwissenschaften in Berlin. Ab 1843 war er als Auskultator am Land- und Stadtgericht und ab 1844 als Regierungsreferendar in Liegnitz beschäftigt. Dann war er Verweser des Landratsamtes in Lauban und ab 1851 Regierungsassessor in Erfurt. Seit 1856 wirkte er als Hilfsarbeiter im preußischen Ministerium des Inneren und ab 1857 im Polizeipräsidium in Berlin. Ab 1857 amtierte Wussow als Landrat im Kreis Heiligenstadt. Seit 1864 war er als Regierungsrat in Arnsberg und ab 1867 als Hilfsarbeiter im Preußischen Kulturministerium beschäftigt. 1871 wurde Wussow zum Geheimen Regierungsrat und 1874 Geheimen Oberregierungsrat ernannt. 1886 wurde er in den Ruhestand verabschiedet. Eine enge Freundschaft verband Wussow und seine Frau Anna mit dem Dichter Theodor Storm, der von 1856 bis 1864 als Richter am Kreisgericht Heiligenstadt tätig war, und dessen Familie.

### Familie
Wussow heiratete am 14. Februar 1843 Anna von Byern (1821–1893). Das Paar hatte mehrere Kinder:
- Wanda (1845–1848)
- Gottwalt (1846–1901) ⚭ 1885 Anna Henriette Konkordia Parisius (* 1850)
- Philipp (1844–1847)
- Philipp Eugen Hans (* 1849), Major a. D. ⚭ 1880 Dorothea Charlotte Henriette Kahl (* 1861)

## Werk
- Die Erhaltung der Denkmäler in den Kulturstaaten der Gegenwart, Carl Heymanns Verlag, Berlin 1885.